# København A-Raeken 1894-1895
La København A-Raeken 1894-1895 è stata la 6ª edizione della massima serie del campionato danese di calcio, disputata tra il novembre 1894 e il marzo 1895 e conclusa con la vittoria del Akademisk Boldklub, al suo quarto titolo, il terzo consecutivo.
I capocannonieri furono a pari merito Peter Nielsen e F. L. Lassen, entrambi della squadra Akademisk Boldklub, con 6 gol.

## Stagione

### Novità
È stata l'edizione del torneo con il numero minore di partecipanti, viste le defezioni anche dell'Arrow Copenaghen e del Fri Copenaghen, partecipanti nell'edizione precedente.

### Formula
La formula rimase invariata.

### Avvenimenti
Ancora una volta l'AB vinse, vincendo tutte e 4 le partite, il titolo non ufficiale di "Campione di Danimarca", per la terza volta consecutiva e per la quarta volta in totale, subendo soltanto 3 gol e segnandone 26, con una media quindi di 6,5 gol fatti a partita. Come nella scorsa edizione, al secondo posto arrivò il Kjøbenhavns Boldklub con 2 vittorie e al terzo posto il Frem Copenaghen con 0 vittorie.

## Squadre partecipanti
| Club                 | Stagione | Città      | Stadio   | Stagione precedente |
| -------------------- | -------- | ---------- | -------- | ------------------- |
| Kjøbenhavns Boldklub | dettagli | Copenaghen | ???????? | 2º posto            |
| Akademisk Boldklub   | dettagli | Copenaghen | ???????? | 1º posto            |
| Boldklubben Frem     | dettagli | Copenaghen | ???????? | 3º posto            |

## Classifica
| Pos. | Squadra | G | V | N | P | GF | GS | DR  |
| ---- | ------- | - | - | - | - | -- | -- | --- |
| 1.   | AB      | 4 | 4 | 0 | 0 | 26 | 3  | +23 |
| 2.   | KB      | 4 | 2 | 0 | 2 | 7  | 12 | -5  |
| 3.   | Frem    | 4 | 0 | 0 | 4 | 4  | 22 | -18 |

Fonti

## Verdetti
L'Akademisk Boldklub vince il titolo di Campione di Danimarca 1894-1895

### Squadra campione
| Formazione tipo (2-3-5)                                                                                                | Giocatori (ruolo)                       |
| --- | --------------------------------------- |
| Mørkenberg Gauguin Diemer Forchhammer III Forchhammer IV Høeg Ellermann Nielsen Lassen Forchhammer II Anderson         | E. Gauguin (portiere)                   |
| Mørkenberg Gauguin Diemer Forchhammer III Forchhammer IV Høeg Ellermann Nielsen Lassen Forchhammer II Anderson         | Asmus Diemer (terzino destro)           |
| Mørkenberg Gauguin Diemer Forchhammer III Forchhammer IV Høeg Ellermann Nielsen Lassen Forchhammer II Anderson         | Jørgen Forchhammer (terzino sinistro)   |
| Mørkenberg Gauguin Diemer Forchhammer III Forchhammer IV Høeg Ellermann Nielsen Lassen Forchhammer II Anderson         | Herluf Forchhammer (centro mediano)     |
| Mørkenberg Gauguin Diemer Forchhammer III Forchhammer IV Høeg Ellermann Nielsen Lassen Forchhammer II Anderson         | Mørkenberg (mediano sinistro)           |
| Mørkenberg Gauguin Diemer Forchhammer III Forchhammer IV Høeg Ellermann Nielsen Lassen Forchhammer II Anderson         | Niels Høeg (mediano destro)             |
| Mørkenberg Gauguin Diemer Forchhammer III Forchhammer IV Høeg Ellermann Nielsen Lassen Forchhammer II Anderson         | V. Ellermann (ala destra)               |
| Mørkenberg Gauguin Diemer Forchhammer III Forchhammer IV Høeg Ellermann Nielsen Lassen Forchhammer II Anderson         | Peter Nielsen (ala sinistra)            |
| Mørkenberg Gauguin Diemer Forchhammer III Forchhammer IV Høeg Ellermann Nielsen Lassen Forchhammer II Anderson         | F. L. Lassen (mezzala destra)           |
| Mørkenberg Gauguin Diemer Forchhammer III Forchhammer IV Høeg Ellermann Nielsen Lassen Forchhammer II Anderson         | Johannes Forchhammer (mezzala sinistra) |
| Mørkenberg Gauguin Diemer Forchhammer III Forchhammer IV Høeg Ellermann Nielsen Lassen Forchhammer II Anderson         | Edmond Anderson (centro attacco)        |
| Altri giocatori: Jørgen Forchhammer, Johannes Tørnoe, Anders Friis, Frederik Funch, Karl Gadegaard Allenatore: nessuno |                                         |

Fonte

## Statistiche

### Squadre
- Maggior numero di vittorie:  AB (4 vittorie)
- Minor numero di vittorie:  Frem (0 vittorie)
- Miglior attacco:   AB (26 gol fatti)
- Miglior difesa:   AB (3 gol subiti)
- Miglior differenza reti: AB (+23)
- Maggior numero di sconfitte:  Frem (4 sconfitte)
- Minor numero di sconfitte:  AB (0 sconfitte)
- Peggior attacco:  Frem (4 gol fatti)
- Peggior difesa:  Frem (22 gol subiti)
- Peggior differenza reti:  Frem (-18)